# Informacja wzajemna
Informacja wzajemna – pojęcie z zakresu teorii informacji, będące miarą zależności pomiędzy dwiema zmiennymi losowymi. Zwykle podaje się ją w bitach, co oznacza, że wylicza się ją przy użyciu logarytmów o podstawie 2.
Intuicyjnie informacja wzajemna mierzy, ile informacji o X można poznać, znając Y, czyli o ile poznanie jednej z tych zmiennych zmniejsza niepewność o drugiej. Jeśli zmienne X i Y są niezależne, to ich wzajemna informacja jest zerowa (znajomość jednej nie mówi niczego o drugiej). Jeśli X i Y są identyczne, to każda zawiera pełną wiedzę o drugiej. Wtedy informacja wzajemna jest równa entropii X (albo Y – skoro są identyczne, to ich entropia jest taka sama).

## Definicja
Formalnie informacja wzajemna między dwiema dyskretnymi zmiennymi losowymi X i Y może być zdefiniowana jako:
{\displaystyle I(X;Y)=\sum _{y\in Y}\sum _{x\in X}p(x,y)\log {\frac {p(x,y)}{p(x)\,p(y)}},}
gdzie p(x,y) oznacza wspólny rozkład prawdopodobieństwa (ang. joint probability distribution) X i Y, a p(x) i p(y) oznaczają prawdopodobieństwa w rozkładach zmiennych X i Y.
W przypadku ciągłych rozkładów sumowanie należy zastąpić przez całkowanie:
{\displaystyle I(X;Y)=\int \limits _{Y}\int \limits _{X}p(x,y)\log {\frac {p(x,y)}{p(x)\,p(y)}}\;dx\,dy,}
gdzie p(x,y) oznacza funkcję gęstości prawdopodobieństwa dwóch zmiennych, a p(x) i p(y) są gęstościami prawdopodobieństwa X i Y.
Informacja wzajemna jest zerowa wtedy i tylko wtedy, gdy zmienne X i Y są niezależne. Łatwo zauważyć implikację w jedną stronę: jeśli są niezależne, to {\displaystyle p(x,y)=p(x)\cdot p(y),} a więc:
{\displaystyle \log {\frac {p(x,y)}{p(x)\,p(y)}}=\log 1=0.}

## Powiązania z innymi funkcjami
Informację wzajemną można zdefiniować równoznacznie jako:
{\displaystyle {\begin{aligned}I(X;Y)&=H(X)-H(X|Y)\\&=H(Y)-H(Y|X)\\&=H(X)+H(Y)-H(X,Y),\end{aligned}}}
gdzie H(X) i H(Y) oznaczają entropie, H(X|Y) i H(Y|X) oznaczają entropie warunkowe, a H(X,Y) entropię produktową.
Warto zauważyć, że {\displaystyle H(X|X)=0,} a więc {\displaystyle H(X)=I(X;X).} Podobnie jeśli Y jest funkcją X, to znajomość X determinuje wartość Y, i wtedy {\displaystyle I(X;Y)=H(Y).}

## Zastosowanie informacji wzajemnej
W wielu zastosowaniach ważne jest maksymalizowanie informacji wzajemnej, co często oznacza minimalizowanie entropii warunkowej. Przykłady:
- przepustowość kanału komunikacyjnego, która jest maksymalną możliwą do uzyskania wzajemną informacją pomiędzy wejściem a wyjściem z kanału
- w kryptologii teoretycznej i kwantowej przy ocenie bezpieczeństwa bezwarunkowego systemów szyfrowania
- w uczeniu maszynowym przez zastosowanie ukrytych modeli Markowa (HMM)
- porównywanie modeli językowych w lingwistyce komputerowej
- rekonstrukcja obrazu w tomografii komputerowej dla zastosowań medycznych
- nakładanie obrazów (ang. image registration).